# Perognathus flavescens
Perognathus flavescens és una espècie de mamífer rosegador de la família dels heteròmids. Viu al centre dels Estats Units i l'extrem septentrional de Mèxic. Els seus hàbitats naturals són els herbassars i matollars de sòl sorrenc o sorrenc-franc, tot i que també se la troba a camps de conreu. És una espècie en risc mínim, és a dir, no sembla que hi hagi cap amenaça significativa per a la seva supervivència.